# Marco d'Oggiono
Marco d'Oggiono (Oggiono, 1470 circa – Milano, 1524 circa) è stato un pittore italiano esponente del Rinascimento lombardo, allievo di Leonardo da Vinci.

## Biografia
Nacque, con ogni probabilità a Milano, tra il 1465 e il 1470, da Cristoforo, orefice benestante, nativo di Oggiono.
Documentato come artista indipendente nella bottega di Leonardo da Vinci fin dal 1490, Marco d'Oggiono eseguì nel 1493-1494, insieme a Giovanni Antonio Boltraffio, la pala Grifi con la Resurrezione di Cristo con i Santi Leonardo e Lucia, per l'oratorio di San Leonardo, annesso alla chiesa milanese di San Giovanni sul Muro, dipinta probabilmente sotto la supervisione del Maestro. Di questa pala rimane soltanto il pannello centrale, un olio su tavola di 230 x 183 centimetri, attualmente conservato a Berlino presso lo Staatliche Museen Gemäldegalerie.
All'inizio del nuovo secolo eseguì una serie di lavori, oggi in parte perduti (due monumentali tele e disegni per gli stalli del coro) per la cattedrale di Savona su commissione del cardinale Giuliano della Rovere, il futuro papa Giulio II (1501-1502); risalgono a questi anni anche le sue tele, perdute, per la confraternita dei milanesi a Venezia e gli affreschi per la chiesa milanese di Santa Maria della Pace (staccati e collocati alla Pinacoteca di Brera), mentre la pala con i Tre arcangeli (anch'essa a Brera) e un polittico firmato, conservato al Castello di Blois, vanno datati ad un momento successivo (1516 circa).
Fu autore di una delle più celebri copie a grandezza naturale del Cenacolo di Leonardo, di committenza francese, nel castello di Ecouen), e di una piccola copia della prima Vergine delle Rocce del maestro fiorentino, alla pinacoteca del Castello Sforzesco di Milano.
Ottenne commissioni di grande prestigio, dalla potente famiglia Trivulzio (San Francesco d'Assisi e Bona Trivulzio Bevilacqua, Sant'Antonio da Padova e Giulia Trivulzio entrambe a Milano, Brera) e per i Bagarotti, per i quali realizzò la cappella funeraria  in Santa Maria della Pace, poi distrutta, i cui affreschi staccati sono conservati in varie collezioni milanesi (Morte della Vergine e gli Apostoli al Museo della scienza e della tecnica, Adamo ed Eva a Brera, le Nozze di Cana presso la Pinacoteca del Castello Sforzesco; per l'altare della cappella, la tavola con l'Assunzione della Vergine, conservata a Brera). Negli anni successivi le sue opere appaiono più vicine agli sviluppi pittorici dell'Italia centrale e romani in particolare, esito forse di un soggiorno a Roma (così negli affreschi di Santa Maria della Pace e nella Pala dell'Assunzione a Brera), unendosi ad accenti di sensibile patetismo negli ultimi anni di vita come nell'Estasi della Maddalena in Palazzo Vecchio a Firenze.
Le opere successive agli anni venti sono caratterizzate, secondo la critica prevalente, da una stanca ripetizione di motivi del repertorio leonardesco, con sempre minori spunti innovativi, come la Sacra Famiglia e i ss. Elisabetta, Zaccaria e Giovannino (Parigi, Louvre) o la Madonna col Bambino e i ss. Giovanni Battista, Eufemia, Senatore, Caterina d'Alessandria e tre angeli musicanti, pala d'altare della Basilica di Sant'Eufemia (Milano).
È dibattuta l'attribuzione a Marco d'Oggiono di alcune delle più celebri opere leonardesche, quali il Ritratto di giovane della famiglia Archinto, della National Gallery di Londra, il Cristo giovinetto del Museo Lázaro Galdiano di Madrid, il Ritratto di giovane di Brera e svariati altri.
Morì di peste nel 1524 a Milano, titolare di un'affermata bottega che contava numerosi allievi e di consistenti proprietà, frutto della lunga e fortunata carriera del pittore.

## Opere
- Cristo risorto con i santi Leonardo e Lucia (con Giovanni Antonio Boltraffio) (1491-1494), Olio su tavola, Berlino, Staatliche Museen.
- Pala dei Tre Arcangeli (1517 circa), Olio su tavola, Milano, Pinacoteca di Brera.
- L'Assunzione e Santi (Mezzana di Somma Lombardo), parrocchiale.
- San Giovanni Battista e donatore , Santa Maria delle Grazie, Milano
- Ritratto d'uomo (1494), Olio su tavola, Londra, National Gallery.
- Salvator mundi (1494 circa), Olio su tavola, Roma, Galleria Borghese.
- Polittico Crespi, Musée des beaux-arts di Blois
- Polittico di Santa Maria della Pace (con Giovanni Agostino da Lodi; Milano, Pinacoteca di Brera).
- Vergine col Bambino, San Giovanni Evangelista e San Giovanni Battista, Pinacoteca Ambrosiana di Milano
- Cristo e san Giovanni Battista bambini che si abbracciano (1510 circa), Olio su tavola, Londra, Royal Collection.

- Vergine col Bambino davanti a un paesaggio (1515 circa), Olio su tavola di noce, collezione privata.
- Sacra Famiglia e i ss. Elisabetta, Zaccaria e Giovannino (Parigi, Louvre)
- Madonna col Bambino in un paesaggio, Olio su tavola, collezione privata.
- Morte della Vergine, Museo della scienza e della tecnica, Milano
- La Sacra Famiglia, Olio su tavola, collezione privata.
- Madonna col Bambino (1520 circa), Olio su tavola, Londra, National Gallery.
- Cristo risorto, Gazzada Schianno, Museo di Villa Cagnola.
- Nozze di Cana, Pinacoteca del Castello Sforzesco, Milano
- Madonna col Bambino, san Giovanni e l'angelo (1510), Pinacoteca del Castello Sforzesco, Milano
- Vergine col Bambino in trono e santi (1524 circa), Olio su tavola trasferita su tela, Milano, Museo diocesano
- Madonna col Bambino (1525), Olio su tavola, Milano, Pinacoteca di Brera.
- Madonna col Bambino e i Santi Giovanni Battista, Eufemia, Senatore, Caterina d'Alessandria, Sant'Eufemia, Milano
- Polittico (Oggiono, Sant'Eufemia).
- La Visitazione, Strasburgo, Musée des Beaux-Arts
- Madonna con il Bambino e i Santi Bernardino da Siena, Francesco e Gerolamo, Museo diocesano a Milano